# VK Rode
VK Rode was een Belgische voetbalclub uit Sint-Agatha-Rode. De club was aangesloten bij de KBVB met stamnummer 7580, maar ging in 2009 samen met  FC Huldenberg op in VK Huldenberg. In 2013 fuseerde deze club met SK Ottenburg in OHR Huldenberg.

## Geschiedenis
De club werd opgericht in 1971 en sloot zich aan bij de Belgische Voetbalbond. Rode ging er in de provinciale reeksen spelen.
Rode kon de volgende decennia enkele reeksen klimmen. Een laatste goede periode kende het na een titel in Derde Provinciale in 1996, waardoor men promoveerde naar Tweede Provinciale. In 1998 volgde weer de degradatie naar Derde Provinciale, waar Rode twee andere clubs uit de gemeente aantrof in zijn reeks, FC Huldenberg en SK Ottenburg. 
In 2009 kwam het tot fusie met FC Huldenberg. VK Rode speelde op dat moment in Derde Provinciale, Huldenberg in Vierde. Vierdeprovincialer Ottenburg was ook in de gesprekken betrokken, maar zag nog af van een fusie. De fusieclub werd VK Huldenberg genoemd en speelde verder met stamnummer 6827 van Huldenberg. Stamnummer 7580 werd geschrapt. In 2013 werd alsnog gefuseerd met Ottenburg en ontstond OHR Huldenberg.

## Voorzitters
1971-1978  Fernand de Nies
? - 2009  Marc Verheyden 